# ベラトリジン
ベラトリジン(Veratridine)は、ユリ科から得られるステロイド誘導体のアルカロイドである。ナトリウムチャネルを活性化して神経毒として働く。シュロソウ属およびSchoenocaulon属の種子から最初に単離された。膜内受容体サイト2に結合し、細胞内カルシウムイオン濃度を上昇させる。活性化したナトリウムチャネルに優先的に結合し、神経の興奮を増加させることで作用する。

## 単離
Schoenocaulon officinaleの種子及びバイケイソウの地下茎から単離された。

## 化学
ベラトリジンは、ベラセビンの誘導体である。この関連アルカロイドの構造や立体配置は、化学性質が研究されてから数十年後になってから決定された。ベラトリジンの構造は、核磁気共鳴分光法とX線回折によって確かめられた。

## 利用
この物質はかつて、神経痛およびリウマチの軟膏として用いられていた。